# 즐거운 오후
즐거운 오후는 MBC충북 표준FM에서 평일 오후 2시 5분부터 오후 4시까지 방송되는 충북 지역의 교양, 오락 전문 라디오 프로그램이다. 로고송은 가수 한상아가 불렀다.

## 역대 방송시간
| 방송 채널      | 방송 기간                          | 방송 시간                                              |
| MBC충북 표준FM |                                    |                                                        |
| -------------- | ---------------------------------- | ------------------------------------------------------ |
| MBC충북 표준FM | 2014년 6월 9일 ~ 2017년 8월 20일   | 평일 오후 2:15 ~ 오후 4:00, 주말 오후 2:10 ~ 오후 4:00 |
| MBC충북 표준FM | 2018년 1월 1일 ~ 2018년 2월 4일    | 평일 오후 2:15 ~ 오후 4:00, 주말 오후 2:10 ~ 오후 4:00 |
| MBC충북 표준FM | 2017년 8월 28일 ~ 2017년 12월 24일 | 매일 오후 2:10 ~ 오후 4:00                             |
| MBC충북 표준FM | 2018년 2월 5일 ~ 2020년 3월 29일   | 평일 오후 2:15 ~ 오후 4:00, 주말 오후 2:05 ~ 오후 4:00 |
| MBC충북 표준FM | 2020년 3월 30일 ~ 2022년 12월 25일 | 매일 오후 2:05 ~ 오후 4:00                             |
| MBC충북 표준FM | 2022년 12월 26일 ~ 현재            | 평일 오후 2:05 ~ 오후 4:00                             |

## 진행자
- 송민수 (남,DJ)
- 하미진 (여,DJ)

## 주파수 안내
- 충주, 음성, 괴산 FM 96.1MHz
- 제천 FM 94.7MHz
- 단양 FM 94.1MHz
- 청주, 세종, 천안, 진천, 증평 FM 107.1MHz
- 보은, 옥천, 영동 FM 96.3MHz

## 프로그램 내용

### 매일 코너
- 시사 꽁트 '별주부전' : 매일 한가지 주제를 선정, 이와 관련한 이야기를 흥부와 놀부 부인의 대화로 재미있게 풀어 나간다.
- 청취자 전화 연결 '누구세요' : 청취자와 즉석 전화 연결, 청취자의 직업과 인생 이야기를 들어본다.
- 청취자 문자사연 & 편지 : 청취자의 문자와 편지를 소개하며 청취자와 소통하는 시간.

### 요일 코너
- 월요일 - 즐거운 시네마 : 배우 이민아 씨와 함께 영화와 관련된 이야기를 전하는 코너다.
- 화요일 - 3시의 라이브 :  가수 한 분을 섭외해서 노래의 인생 이야기와 함께 생생한 라이브를 전해 듣는다.
- 수요일 ~ 목요일 - 청취자 노래자랑: 청취자 4분과 전화 연결해서 노래 경합을 펼친다.
- 금요일 - 늘해랑의 나랑 음악이랑 - 음악과 관련된 이야기를 전하는 코너다.
- 금요일 - 즐거운 차트 쇼 - '차트코리아'에서 제공하는 한 주간의 성인가요 차트 소식을 알아본다.

## 같이 보기
- MBC충북
- MBC 표준FM
- 박준형, 박영진의 2시만세